# Реліктова холодна пляма

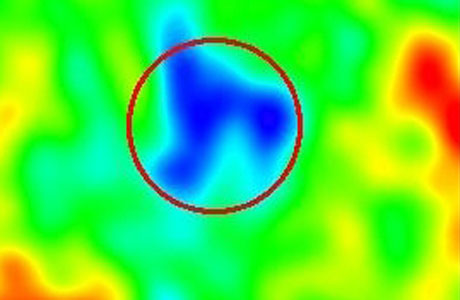
Обведена область — реліктова холодна пляма

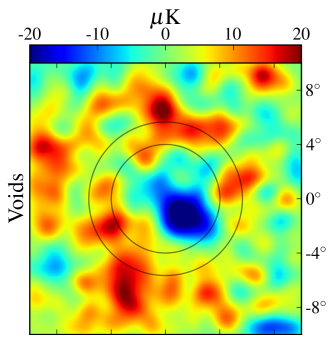
Співвідношення між надпустотою та температурою реліктового випромінювання

 Реліктова холодна пляма або Супервойд Ерідана (англ. CMB Cold Spot або англ. Eridanus Supervoid) — ділянка в сузір'ї Ерідан із незвичайно низьким мікрохвильовим випромінюванням та великими розмірами порівняно з очікуваними властивостями реліктового випромінювання. Її розмір становить 1,8 на 3 млрд св. років.
Реліктова холодна пляма приблизно на 70 мкК холодніша, ніж середня температура реліктового випромінювання (близько 2,7 К), тоді як середні коливання температури останнього становлять усього 18 мкК.
Супервойд Ерідана може являти собою найбільший у Всесвіті войд — ділянку простору, вільного від галактик, квазарів, їхніх скупчень і зір.

## Відкриття та значущість

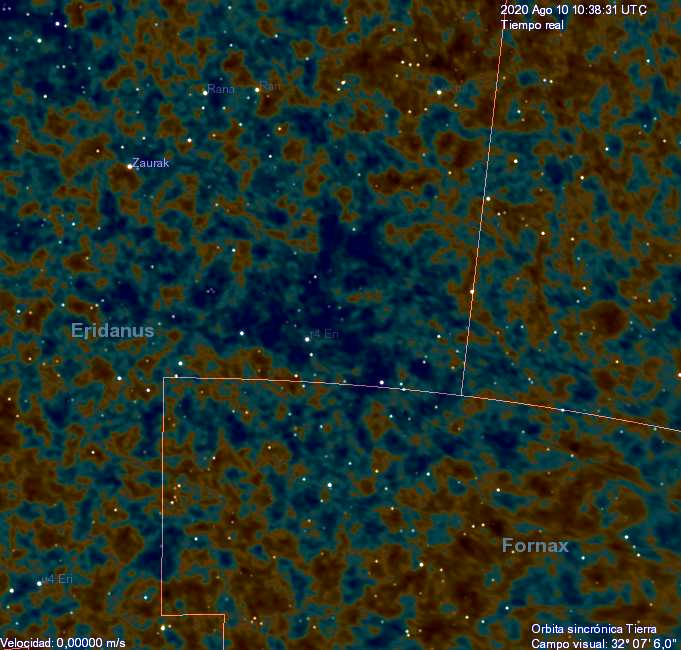
Холодна пляма CMB також спостерігалася супутником Planck з подібним значенням. Зображення, створене за допомогою програми Celestia.

У даних супутника WMAP (Wilkinson Microwave Anisotropy Probe) за перший рік його спостережень, було виявлено, що регіон неба в сузір'ї Ерідана є холоднішим, ніж навколишня поверхня.Згодом, використовуючи дані, зібрані WMAP протягом 3 років, було оцінено статистичну значущість такого великого прохолодного регіону. Імовірність такого великого від'ємного збурення принаймні така ж висока як у гаусовому випадковому полі збурень, була оцінена в 1,85 %. Таким чином, здається малоймовірним (хоча й можливим), що холодна пляма виникла за стандартним механізмом квантової флуктуації під час космологічної інфляції, який у більшості інфляційних моделей породжує статистику Гауса. Холодна пляма також може бути ознакою негаусівських первісних флуктуацій, як зазначено в посиланнях вище[джерело?].
Деякі автори ставили під сумнів статистичну значущість цієї холодної плями.
У 2013 році космічний апарат Планк також спостерігав цю холодну пляму мікрохвильового реліктового фону у подібному значущому інтервалі, що виключає можливість систематичної помилки WMAP.

## Інші причини утворення, поза первинними флуктуаціями
Холодна пляма є частиною так званої «космологічної осі зла» — таких неоднорідностей у великомасштабному розподілі матерії, що є малоймовірними для генерації первинними збуреннями. Вчені пропонують інші версії, як могло б виникнути таке велике негативне збурення як ця холодна пляма, серед яких: космічні текстури, паралельний всесвіт та наявність супервойду між Землею та ділянкою на сфері останнього розсіяння і, відповідно, вплив інтегрального ефекту Сакса-Вольфа.